# Hans Philipp von Gemmingen
Hans Philipp von Gemmingen († 1635 in Landau) war Führer einer protestantischen Kompanie im Dreißigjährigen Krieg. Er erhielt 1633 die Pfandschaft Stein von der schwedischen Regierung und wurde 1634 mit dem Dorf Züttenfelden belehnt. Über seine Heirat mit Anna Margaretha von Ehrenberg kamen die Freiherren von Gemmingen auch in den Anspruch auf eine Hälfte von Heinsheim, die sich vormals im Besitz der im Aussterben begriffenen Herren von Ehrenberg befand.

## Leben

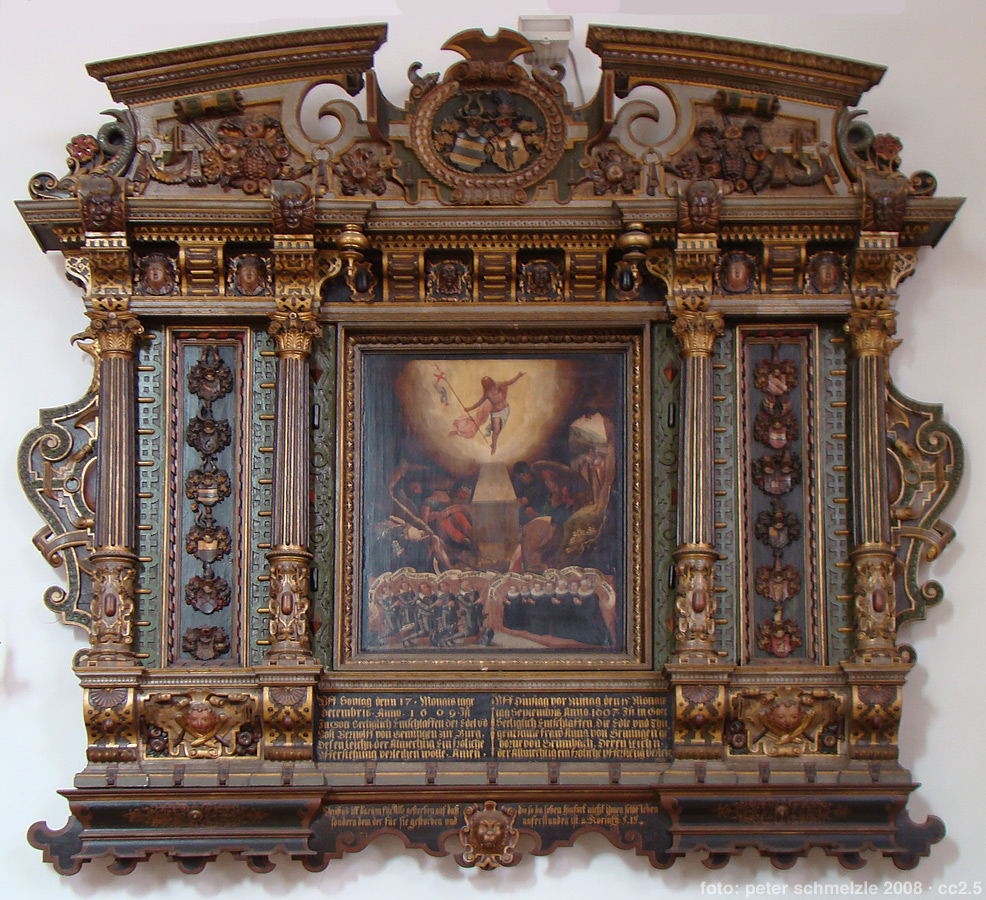
Epitaph für Bernolph von Gemmingen und seine Frau Anna von Grumbach in der Nikolauskirche in Neuenstadt am Kocher, wo unter den Söhnen auch Hans Philipp abgebildet ist

Er war ein Sohn des Bernolph von Gemmingen († 1609) und der Anna von Grumbach († 1607). Er bereiste Frankreich und Italien und schloss sich dann der Evangelischen Union an, wo er im Regiment des Grafen Kraft von Hohenlohe Major wurde. Als im Verlauf des Dreißigjährigen Krieges der schwedische König Gustav Adolf mit seinen Truppen in Franken aufzog, ergriff Hans Philipp Partei für die schwedische Seite und stellte aus eigenen Mitteln eine Reiterkompanie zusammen. Die katholischen Truppen unter der Leitung von Johann T’Serclaes von Tilly überfielen deswegen sein Schloss Presteneck und richteten dort großen Schaden an. Hans Philipp überlebte den Überfall nur schwer verletzt.
1633 erhielt er von der schwedischen Regierung in Mainz die Pfandschaft Stein zugewiesen, da aus dem Erbe seiner Mutter noch große Schuldforderungen gegen die Echter von Mespelbrunn bestanden. Es wurde vereinbart, dass er das Pfand so lange haben solle, bis die Echter ihre Schulden bezahlt hätten. 1634 belehnte ihn Graf Ludwig von Erbach, der Besitzer der im Dreißigjährigen Krieg aufgehobenen Abtei Amorbach, mit dem Dorf Züttenfelden (heute ein Ortsteil von Schneeberg in Unterfranken). Nach der Schlacht bei Nördlingen im September 1634 flohen Hans Philipp und seine Gattin nach Landau, wo sie am 9. Dezember 1634 im Löwensteiner Hof ihr Testament machte. Darin vermachte sie 100 Gulden den Armen in Landau, 200 Gulden denen in Neuenstadt am Kocher und 10.000 Gulden verschiedenen Freunden und Erben. Ihr restliches Erbe solle ihr Gatte antreten. Hans Philipp starb jedoch schon wenig später und wurde in Landau begraben.
Die Familie seiner Frau, die Herren von Ehrenberg, starben 1647 im Mannesstamm aus. Hans Philipps Bruder Eberhard († 1635) ergriff daher nach Hans Philipps Tod Besitz der ehrenbergschen Hälfte von Heinsheim, worüber es lange Streit mit den ebenfalls erbberechtigten Johann Konrad von Helmstatt gab, der ebenfalls mit einer Ehrenberg-Tochter verheiratet war. Erst 1649 einigte man sich auf einen Gütertausch, der den Gemmingen den Rüdt'schen Hof in Buchen, den Helmstatt die ehrenbergsche Hälfte von Heinsheim brachte.

## Familie
Er war von 1622 an verheiratet mit Anna Margaretha von Ehrenberg. Der Ehe entstammte der Sohn Johann Philipp, der jedoch schon am Tag seiner Geburt, dem 20. Januar 1632, verstarb.